# 康斯坦丁 (密歇根州)
康斯坦丁（英語：Constantine）是位於美國密歇根州聖約瑟夫縣康斯坦丁鎮區的一個村。

## 人口
根據2020年美國人口普查的數據，康斯坦丁的面積為4.61平方千米，當中陸地面積為4.24平方千米，而水域面積為0.37平方千米。當地共有人口1947人，而人口密度為每平方千米422人。